# Deutschsprachige in Lateinamerika

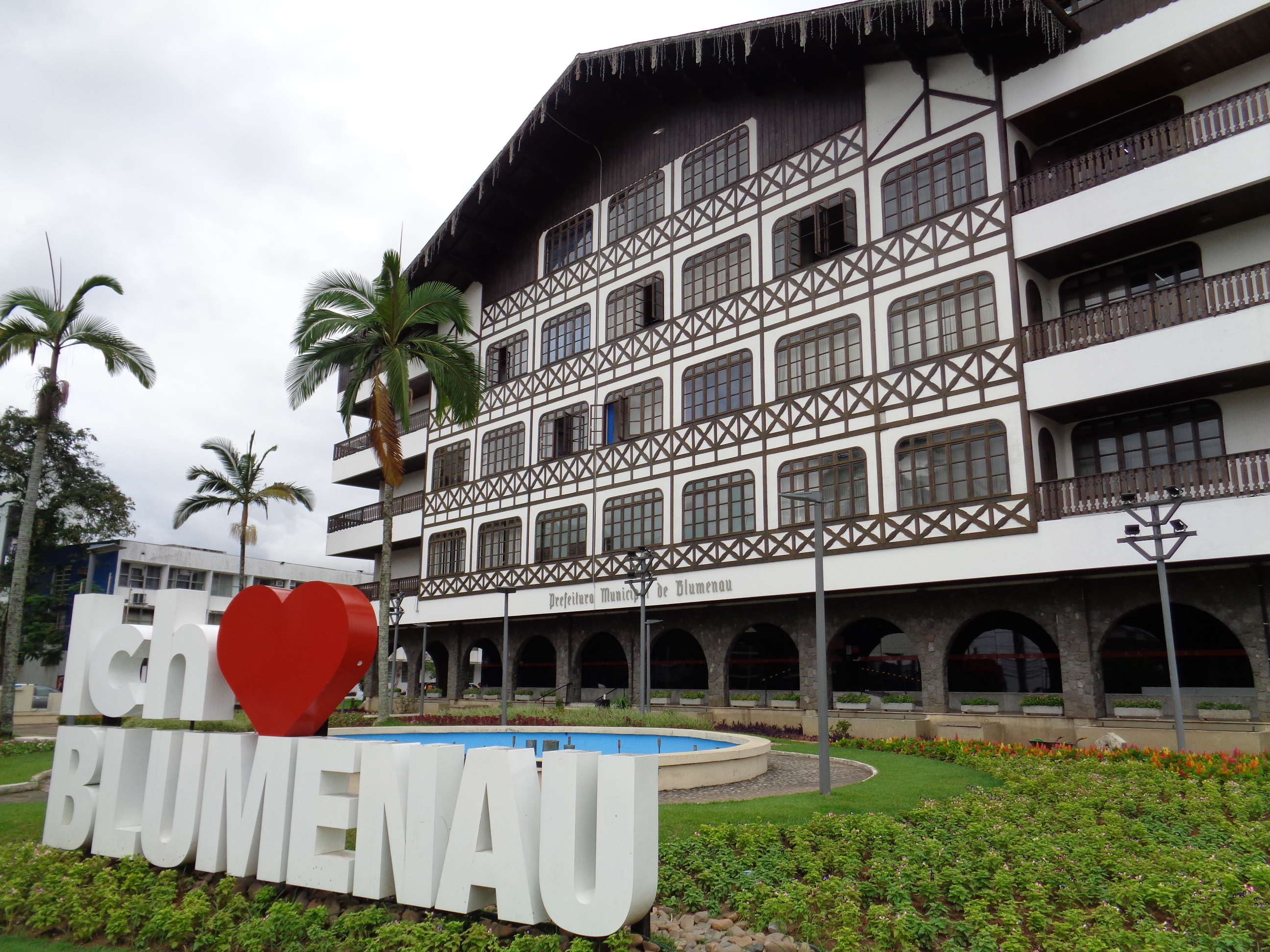
Ich liebe Blumenau, vor dem Rathaus von Blumenau, Santa Catarina, Brasilien.

Die Deutschsprachigen bilden eine Minderheit in Lateinamerika, die durch Einwanderung aus verschiedenen Gründen zustande kam.

## Phasen der Einwanderung

### Vor dem Ersten Weltkrieg
Vor dem Ersten Weltkrieg dominierte die von den jeweiligen südamerikanischen Regierungen geförderte Kolonisierung bzw. Einwanderung.
Nach den Befreiungskämpfen der südamerikanischen Staaten 1820–1825 folgte die Konsolidierung der Staatsterritorien durch Urbarmachung des Brachlands vor allem in den Grenzregionen. Dies sollte mit europäischen Einwanderern erreicht werden. In der zweiten Hälfte des 19. Jahrhunderts wurden aufgrund der zunehmenden Ächtung des Sklavenhandels vermehrt Arbeitskräfte in der Landwirtschaft benötigt. Es war zuweilen preiswerter, eine ganze Familie nach Brasilien zu befördern als einen erwachsenen Sklaven zu erwerben. Mit sogenannten „Kontrakten“ sind viele Einwanderer nach Südamerika gelockt worden und mussten nach ihrer Ankunft Frondienste leisten, um die durch die Überfahrt angefallenen Kosten abzuleisten. Diese Verhältnisse dauerten z. T. noch bis nach 1900 an.

### Nach dem Ersten Weltkrieg
Nach dem Ersten Weltkrieg erfolgte in den Jahren wirtschaftlicher Rezession in Deutschland eine stetige wirtschaftlich motivierte Auswanderung. Später kamen religiöse und politische Gründe hinzu (z. B. für Juden während der Zeit des Nationalsozialismus oder auch für Russlandmennoniten); unmittelbar nach dem Zweiten Weltkrieg auch ehemalige Angehörige des nationalsozialistischen Regimes, die sich der Strafverfolgung zu entziehen suchten sowie zwischen etwa 1945 und 1955 Auswanderer, die dem zerstörten Deutschland entfliehen wollten. Weiterhin kamen in den letzten 50 Jahren zunehmend delegierte Fachkräfte in die Industriezentren, um dort für die Tochtergesellschaften deutscher Konzerne tätig zu werden; insbesondere ist dies in Brasilien der Fall. São Paulo gilt wegen der Präsenz von rund 1000 deutschen Firmen mit 230.000 Mitarbeitern – nach der Anzahl der Beschäftigten dieser Betriebe – als die „größte deutsche Industriestadt“.

### Heutiger Stand

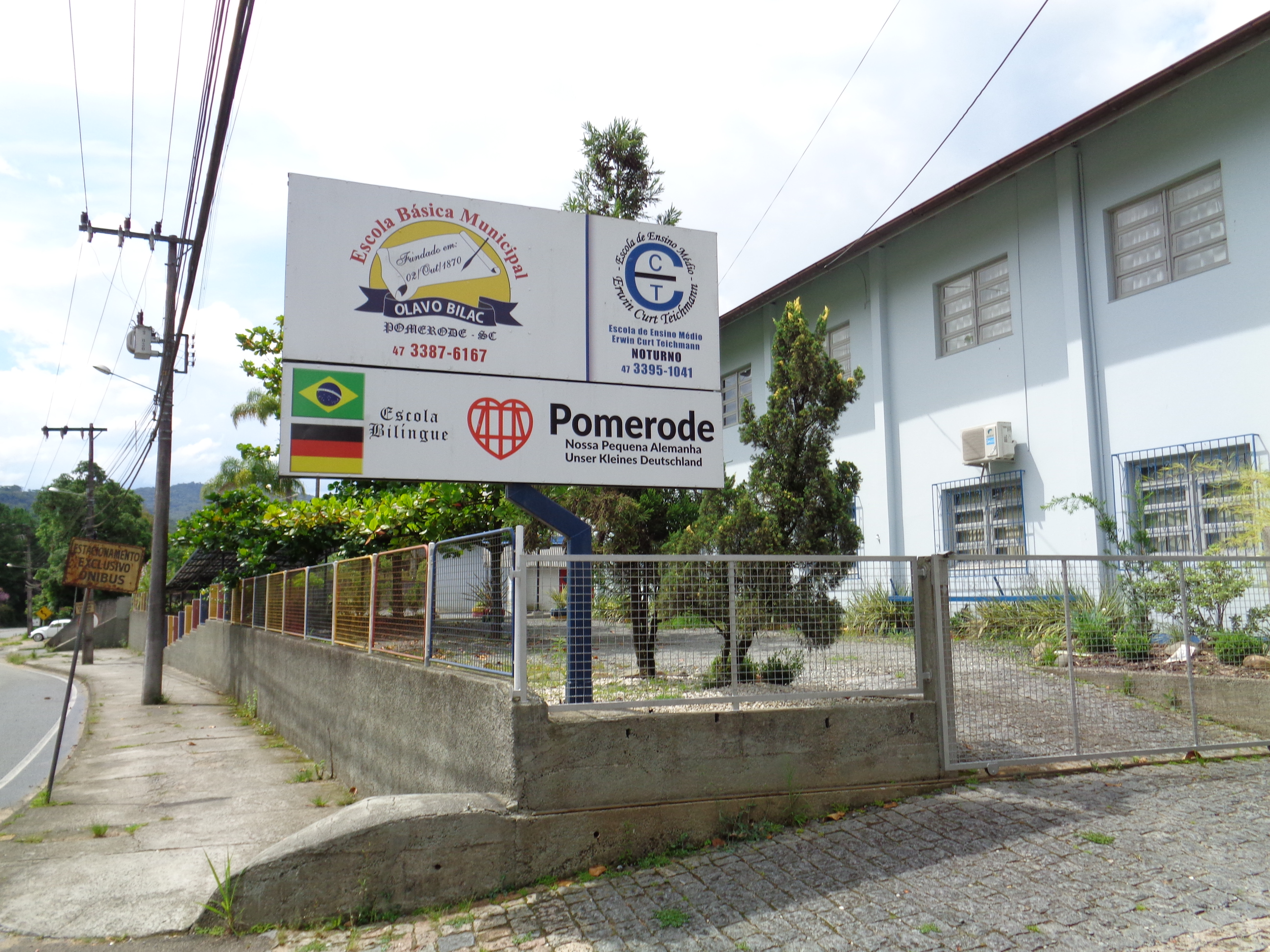
Zweisprachige Schule in Pomerode.

Nennenswerte Siedlungen gibt es heute in Argentinien (300.000 – 500.000 deutschsprachige, u. a. in Villa General Belgrano), Brasilien (500.000 – 1,5 Millionen deutschsprachige, Deutschstämmige nicht inbegriffen; z. B. in Blumenau, Pomerode und Domingos Martins – siehe auch Deutschbrasilianer), Mexiko (150.000), Uruguay, Chile (20.000), Paraguay (100.000, die meisten davon Russlandmennoniten, viele davon in Fernheim), ferner Belize, Bolivien, Ecuador, Kolumbien, Peru, Venezuela. In einigen Ländern existieren regelmäßig erscheinende deutschsprachige Medien, wie das Argentinische Tageblatt in Argentinien, der Condor in Chile, die Deutsche Zeitung, gegründet 1897, und die Brasil-Post (1950), die beiden letzteren in São Paulo.
Anders als bei den Russlandmennoniten oder den Deutschen in den USA bestand immer ein reger wirtschaftlicher und sozialer Kontakt nach Deutschland. Trotzdem geht der Gebrauch der deutschen Sprache stetig zurück. Die Russlandmennoniten behalten in der Regel ihre Muttersprache Plautdietsch als Umgangssprache.

## Chronologie
- 90 Prozent der deutschen Auswanderer nach Lateinamerika gehen im 19. Jahrhundert nach Süd-Brasilien, Nordost-Argentinien, Paraguay, Uruguay und Süd-Chile.
- Das preußische Heydtsche Reskript erschwert 1859 die Auswanderung nach Brasilien.
- Das Heydtsche Reskript wird 1896 wieder aufgehoben.[1]
- Von 1933 bis zum Auswanderungsverbot 1941 kamen ca. 75.000 deutschsprachige Juden nach Lateinamerika.[2]